# João Gilberto (album, 1973)
 (mars 2024).
Si vous disposez d'ouvrages ou d'articles de référence ou si vous connaissez des sites web de qualité traitant du thème abordé ici, merci de compléter l'article en donnant les références utiles à sa vérifiabilité et en les liant à la section « Notes et références ».
João Gilberto est un album de bossa nova de João Gilberto, initialement sorti au Brésil sous forme de 33T en 1973 et réédité sur CD en 1988. 
Gilberto a sorti d'autres disques éponymes, un album en 1961 et plusieurs EP. L'album repose sur une instrumentation très dépouillée, essentiellement la guitare et la voix de Gilberto, avec quelques touches de percussions apportées par Sonny Carr, le tout sur des rythmes lancinants, ce qui contribue à une sensibilité quasi-hypnotique. L'ingénieure du son sur cet album n'est autre que la pionnière de la musique électronique Wendy Carlos, et la productrice sa collaboratrice habituelle, Rachel Elkind. Cet album est souvent appelé « l'album blanc » de João Gilberto, en référence à l'Album blanc des Beatles.
Il a été classé par Rolling Stone Brésil comme le 47ème dans une liste des 100 meilleurs albums brésiliens de tous les temps.

## Liste des pistes
| N° | Titre                                      | Auteurs                            | Durée |
| -- | ------------------------------------------ | ---------------------------------- | ----- |
| A1 | Águas de Março                             | Tom Jobim                          | 5:23  |
| A2 | Undiú                                      | João Gilberto                      | 6:37  |
| A3 | Na Baixa do Sapateiro                      | Ary Barroso                        | 4:43  |
| A4 | Avarandado                                 | Caetano Veloso                     | 4:29  |
| A5 | Falsa Baiana                               | Geraldo Pereira                    | 3:45  |
| B1 | Eu Quero um Samba                          | Janet de Almeida, Haroldo Barbosa  | 4:46  |
| B2 | Eu Vim da Bahia                            | Gilberto Gil                       | 5:52  |
| B3 | Valsa (Como são Lindos os Youguis) (Bebel) | João Gilberto                      | 3:19  |
| B4 | É Preciso Perdoar                          | Carlos Coqueijo, Alcivando Luz     | 5:08  |
| B5 | Izaura                                     | Herivelto Martins, Roberto Roberti | 5:28  |

## Personnel
- João Gilberto – chant, guitare classique
- Sonny Carr – percussions
- Miúcha – chant (sur Izaura)